# Personaggi di Grani di pepe

## Personaggi principali
- Philipp "Fiete" Overbeck (stagioni 1-3), interpretato da Julian Paeth e doppiato da Jacopo Bonanni.
Il fondatore dei Grani di pepe nonché primo capo della squadra, vive nella Speicherstadt di Amburgo con i genitori Anne e Jochen e la sorellina Vivi e spesso aiuta i suoi a gestire l'azienda di famiglia, la Overbeck & Consorten, specializzata nel commercio di spezie. Tipo sportivo e molto appassionato di calcio, tifoso del St. Pauli ma simpatizzante anche dell'Amburgo, è un ragazzo estremamente grintoso, aperto, dinamico, simpatico, coraggioso e intraprendente, che però inizialmente ha problemi nel mostrare le sue emozioni e nasconde la sua insicurezza di fondo dietro una grande ostilità nei confronti delle ragazze, sebbene in realtà abbia anche un lato molto dolce e romantico. Si fidanza con Natascha già nel corso della prima stagione e verso la fine della terza parte con lei per uno scambio culturale sulla costa orientale dell'Australia, lasciando a Vivi il compito di fondare una nuova squadra.
- Cem Gülec (stagioni 1-3), interpretato da Ihsan Ay e doppiato da Letizia Ciampa.
È il migliore amico di Fiete, ha origini turche, più precisamente di Ankara e, siccome ha perso entrambi i genitori in un incidente d'auto quando aveva appena sette anni, vive con lo zio e tutore Kemal, il quale lavora presso una casa-famiglia. È un ragazzo estremamente tranquillo, sensibile, intelligente, assennato, riservato e pacato, che raramente perde le staffe e che non esterna mai le proprie emozioni. Oltre a prendersi cura del suo merione, è anche un grande appassionato di computer nonché di tecnologia in generale, va molto bene a scuola e nel tempo libero pratica il kendō, mentre in futuro desidera diventare medico e pertanto nella terza stagione fa un tirocinio all'ospedale. Dopo che lo zio s'innamora di Elizabeth, la madre di Jana, si trasferisce a Berlino con tutta la sua nuova famiglia allargata.
- Marija Natalia "Natascha" Jaonzäns (stagioni 1-3), interpretata da Vijessna Ferkic e doppiata da Veronica Puccio.
È una ragazza lettone originaria di Riga, pratica la ginnastica artistica a buoni livelli, è dotata di un ottimo talento per la recitazione e vive insieme alla mamma Ilze, la quale gestisce un ristorante di specialità tipiche del suo Paese, e al papà Andrej, di nazionalità russa, musicista e compositore. Le regole molto rigide che i genitori hanno per lei le causano inizialmente grande infelicità e frustrazione, ma con il tempo esse si alleggeriscono facendo così venire fuori il suo carattere allegro, spensierato, dolce e gentile che ben presto fa breccia nel cuore di Fiete, con cui vive una lunghissima storia d'amore. Verso il termine della terza stagione prende con lui la decisione di partecipare ad uno scambio culturale della durata di un anno nella costa orientale dell'Australia. Da grande non perde il grande senso di giustizia che la contraddistingueva da piccola e diventa commissario di polizia.
- Jana Holstein-Coutré (stagioni 1-3), interpretata da Anna-Elena Herzog e doppiata da Eva Padoan.
Di buona famiglia, ha tuttavia i genitori separati e vive con la madre Elisabeth, un'avvocata, mentre incontra il padre Sebastian, dentista, in media una volta ogni due fine settimana. Ragazza sicura di sé e molto attaccata al denaro, ama gli animali e la natura, ha una tartaruga, pratica il judo ed è tifosa dell'Amburgo. Ha un carattere forte e a tratti altezzoso che inizialmente le impedisce di accettare la nuova compagna del padre Céline, che ritiene responsabile della separazione dei suoi, ma poi comincia ad andare d'accordo sia con lei che con la nuova moglie di lui, Jacqueline, la quale poi dà alla luce il fratellastro Janni. Durante la seconda stagione ha una storia con un ragazzo di nome Niklas, mentre nella terza si prende una cotta per Timo, un compagno di scuola più grande. In seguito alla relazione della madre con Kemal è infine costretta a trasferirsi con loro e Cem a Berlino.
- Vivien "Vivi" Overbeck (stagioni 1-4), interpretata da Aglaja Brix e doppiata da Angelica Bolognesi (stagioni 1-3) e Lucrezia Bartolomei (stagione 4).
Sorella minore di Fiete, siccome è la più piccola del primo gruppo viene spesso esclusa dalle indagini della squadra e, nonostante il coraggio fuori dal comune, si vede costretta a dover sempre lottare per essere riconosciuta all'altezza degli altri. Tipetto vivace, crescendo il suo carattere forte diventa sempre più incomprensibile e manifesta a volte eccessiva sicurezza di sé e grande irascibilità. Estremamente golosa e da sempre amante degli animali, si prende spesso cura di Cola, la cagnolina dell'amico doganiere Uli, collabora con il giornalino della scuola con una rubrica sull'ambiente e come peculiarità ha una particolare voglia sulla fronte che le provoca prurito quando sente qualcuno mentire. Alla partenza da Amburgo di tutti gli altri Grani di pepe originari, su suggerimento del fratello fonda una nuova squadra e ne diventa il capo indiscusso. Dopo una breve storia con Lasse, un compagno di scuola, nella quarta stagione si innamora, ricambiata, di Paul.
- Paul Hansen (stagioni 3-4), interpretato da Lukas Decker e doppiato da Alessio De Filippis.
Figlio unico, vive da solo con il padre Matten sulla Hoppetosse, una barca turistica, ed è un tipo molto sportivo: pratica infatti il ciclismo su pista assieme a Panda ed è tifoso del St. Pauli, ma è anche un grande appassionato di scacchi e adora suonare la sua armonica. Non ha mai avuto modo di conoscere bene sua madre, che ha lasciato la famiglia quando lui era ancora piccolo e che ora vive a Berlino per motivi di lavoro. Nonostante soffra parecchio di questa mancanza, conduce insieme a suo padre una vita straordinariamente libera; è molto dinamico, ottimista, sempre di buon umore e pieno di idee. Inizialmente ha una cotta per Katja, con la quale ha una breve storia. Successivamente si innamora però di Vivi, con cui si fidanza nel corso della quarta stagione.
- Katja Jelena Makarow (stagioni 3-4), interpretata da Jana Fomenko e doppiata da Barbara Pitotti.
Ragazza russa, si è appena trasferita ad Amburgo da San Pietroburgo a causa della separazione dei suoi ed è andata a vivere con gli zii Ilze e Andrej, genitori di sua cugina Natascha, con i quali dovrà restare finché la mamma non avrà superato la fine del suo matrimonio. Ha una grandissima passione per la danza ed era tra le migliori ballerine della sua vecchia accademia di balletto, ma nella terza stagione soffre molto perché momentaneamente non può coltivare la sua passione a causa di un brutto infortunio ad una gamba, per via del quale è anche costretta ad indossare un tutore. Ragazza timida e di buon cuore, inizialmente viene a lungo corteggiata da Paul, ma lo lascia dopo non molto per via delle troppe differenze caratteriali e dei sentimenti di lui per Vivi.
- Xiaomeng "Panda" Weidtmann (stagioni 3-4), interpretato da Tim Patrick Chan e doppiato da George Castiglia.
Di chiare origini cinesi, è però nato e cresciuto ad Amburgo, dove vive con la mamma Xing Xing, attrice, e il papà Peter, commerciante di tè che condivide con gli Overbeck il magazzino che i Grani di Pepe usano come quartier generale. Ragazzo solare, simpatico, socievole e dotato di un grande senso dell'umorismo, è estremamente logico, coraggioso e sicuro di sé, ma a causa delle differenze caratteriali finisce spesso per litigare con Vivi. Oltre a svolgere regolarmente esercizi di tai-chi, pratica insieme a Paul il ciclismo su pista e disegna caricature per il giornalino della scuola. È inoltre un grande appassionato di arti marziali orientali, tra le quali a spiccare è il karate, e dei film del suo idolo Jackie Chan.
- Johanna "Jojo" Overbeck (nata Gentbrink, stagioni 3-4), interpretata da Carlotta Cornehl e doppiata da Francesca Manicone.
Bambina dolce, tranquilla, timidissima e molto introversa, è la più piccola della seconda generazione dei Grani di Pepe e, sebbene si tratti in realtà di una tipa furba, appare spesso triste e malinconica per via della recente scomparsa di entrambi i genitori in un incidente stradale. Dopo aver vissuto per qualche tempo in un orfanotrofio viene prima presa in affido e successivamente ufficialmente adottata dai coniugi Overbeck, presso cui prende come modello di riferimento la sorella Vivi; nonostante la serenità finalmente ritrovata grazie alla sua nuova famiglia è tuttavia ancora perseguitata dagli incubi, i quali spesso si rivelano essere dei sogni premonitori che a volte risultano molto utili per le indagini della squadra. Nel tempo libero adora andare in giro con il suo monociclo.
- Laurenz Krogmann (stagioni 5-6), interpretato da Tim Tiedemann e doppiato da Manuel Meli.
Vive con i genitori Rika e Thomas, proprietari e gestori del Teekontor Krogmann ("emporio del tè Krogmann") e con la sorellina Marie nel cuore della Speicherstadt. Molto acuto e intelligente, si sente un po' il capo della terza generazione dei Grani di pepe e ha una grande passione per la scienza: oltre a essere il migliore della classe in fisica, chimica e biologia, è tuttavia anche un tipo sportivo e pratica l'arrampicata a livello agonistico nonostante soffra di asma. Con il suo inconfondibile sorriso e il suo naturale charme è un vero e proprio rubacuori, e i suoi modi gentili ma allo stesso tempo decisi fanno presto breccia nel cuore di Yeliz, la quale, però, non viene subito ricambiata. In seguito si innamora di Lilly, con la quale si fidanza al termine della sesta stagione. Alla fine si trasferisce con la sua famiglia in una piantagione di tè a Città del Capo.
- Lilly Theede (stagioni 5-6), interpretata da Laura Gabriel e doppiata da Letizia Ciampa.
Orfana di madre, vive con il padre Roman, agente della polizia portuale, con la nonna paterna Inga, psicologa, e con la sua cagnolina Feline, detta anche "Fee", la quale si rivela spesso un autentico valore aggiunto per la squadra. A causa del lavoro del padre ha dovuto cambiare città in continuazione, ma adesso non ha nessuna intenzione di trasferirsi di nuovo e desidera avere finalmente un po' di stabilità. È un tipo sensibile e riservato, ma comunque impavido e sicuro di sé e per via del suo aspetto carino ha anche molti spasimanti. Grande amica di Yeliz, ne diviene persino sorellastra quando sboccia l'amore tra i loro genitori, da cui alla fine nasce anche un fratellino, Max. Dopo una storia con un ragazzo chiamato anche lui Max, alla fine della sesta stagione si fidanza con Laurenz e, al momento della sua partenza, va in Sudafrica con lui per un anno.
- Karol Adamek (stagioni 5-6), interpretato da Moritz Glaser e doppiato da Mattia Nissolino.
Miglior amico di Laurenz, è un ragazzo polacco originario di Katowice, ma che vive da sempre ad Amburgo con i genitori Tadeusz e Janina, i quali lavorano in un piccolo ristorante nella zona del porto. A volte un po' stravagante, è un tipo passionale, spontaneo, di poche parole e che ama gli sport e la musica: è infatti appassionato di calcio, pratica il karate e suona la batteria. Valoroso, onesto, vivace e impulsivo, è il più coraggioso del gruppo, non ha paura di mettersi contro ragazzi più grandi di lui e farebbe di tutto per difendere i suoi amici. Inizialmente si presenta in squadra in maniera un po' scortese e scontroso, soprattutto nei confronti di Yeliz, ma poi col tempo si addolcisce, riuscendo a conquistare la fiducia del gruppo e il cuore proprio di quest'ultima.
- Yeliz Surat (stagioni 5-6), interpretata da Mira Lieb e doppiata da Joy Saltarelli.
È una ragazza di origine turca che vive sola con la madre Hatice, un'avvocata, a causa della separazione dei genitori. Tipetto inizialmente timido, ma poi rivelatosi deciso e sicuro di sé, possiede la stessa autorevolezza della mamma e ama assumersi delle responsabilità, motivo per cui è anche rappresentante di classe. Amante della danza, è molto amica di Lilly e diventa in seguito la sua sorellastra per via della relazione tra sua madre e Roman, da cui poi nasce anche il piccolo Max. Già all'inizio della quinta stagione prende una cotta per Laurenz, al quale si dichiara e da cui viene inizialmente respinta. Una volta insieme però l'amore tra i due finisce presto, mentre invece sboccia quello con Karol, che dura fino alla conclusione della terza generazione.
- Marie Krogmann (stagioni 5-6), interpretata da Nina Flynn e doppiata da Emanuela Ionica.
La più piccola del terzo gruppo di detective, è la sorellina di Laurenz, gioca a calcio in una piccola squadra locale e fa il tifo per il St. Pauli. Dal carattere dolce, giocherellone ed effervescente, odia profondamente annoiarsi, ma a causa della sua età deve darsi molto da fare per essere coinvolta nelle indagini della squadra ed è spesso costretta suo malgrado a restare al quartier generale per svolgere ricerche al computer. Ciononostante, con la sua curiosità e con il suo grande entusiasmo per i misteri e i casi criminosi trova comunque il tempo per cacciarsi nei guai e indagare per conto proprio. Ha un rapporto molto normale fatto di amore e litigi con il suo fratellone, ma segretamente va matta per Karol, che trova molto più figo. All'inizio della settima stagione si trasferisce anche lei con la famiglia a Città del Capo.
- Sophie Krogmann (stagioni 7-8), interpretata da Katherina Unger e doppiata da Angelica Bolognesi.
Cugina di Laurenz e Marie, al momento del loro trasferimento in Sudafrica lascia Bruxelles e ne prende il posto all'emporio del tè con tutta la sua famiglia, composta dalla sorellina Emma, dal padre Hannes e dalla madre Maike, che è anche cioccolataia. È una ragazza esuberante, sicura di sé, ambiziosa, caparbia e amante degli animali e della moda, ragion per cui aspira a diventare una stilista. Si può definire una vera e propria rubacuori: un po' tutti i ragazzi della scuola hanno una cotta per lei e non fanno eccezione Rasmus e Themba, che in un primo momento se la contendono senza successo. Proprio di quest'ultimo si innamora nel corso dell'ottava stagione, al termine della quale si fidanza con lui. Alla fine parte con la mamma per un anno di scuola in barca a vela, lasciando Emma alla guida dei nuovi Grani di pepe.
- Themba Bruhns-Mcomo (stagioni 7-8), interpretato da Coco Nima e doppiato da Federico Bebi.
Vive in condizioni modeste con la madre Gabi, parrucchiera, e il padre Dalu, di professione tassista e originario del Ghana. Dotato di un grande talento per il calcio, è onesto, leale, sensibile, assennato, riflessivo e molto bravo a scuola e il suo sogno è quello di diventare medico. Sperimenta in prima persona cosa significa essere tedesco al cento per cento pur non avendo sembianze tipicamente teutoniche e a causa del colore della sua pelle viene a volte preso di mira. Innamorato di Sophie sin dalla prima volta che l'ha vista, inizialmente non viene ricambiato, ma poi, dopo una breve storia con la compagna di scuola Alisa, riesce a conquistarla nel corso dell'ottava stagione. All'inizio della nona stagione parte anche lui per un anno di scuola a bordo di una barca a vela.
- Lina Lange (stagioni 7-8), interpretata da Lale H. Mann e doppiata da Sara Labidi.
Abita con il padre Jan, pastore evangelico, in una casa galleggiante che funge anche da chiesa, mentre invece la madre Daniela è morta annegata quando lei aveva cinque anni, motivo per il quale non riesce più a nuotare ed è molto spaventata dall'acqua. Tipetto coraggioso, tenero, diretto, sportivo e non convenzionale, si gestisce la vita per lo più da sola, adora cucinare, coltiva una grande passione per la bicicletta ed eccelle nelle competizioni di mountain bike. Mostra da subito un grande interesse per Rasmus, al quale si dichiara; inizialmente rifiutata, si fidanza con lui già durante la settima stagione. Con i suoi amici parte anche lei alla volta di un anno di scuola in giro per il mondo a bordo di una barca a vela.
- Rasmus Bo Nilsen (stagioni 7-8), interpretato da Julian Winterbach e doppiato da Leonardo Caneva.
Di origini danesi, vive in condizioni agiate con la madre Lene, legale d'azienda nonché proprietaria di un asilo nido, mentre il padre è scappato con l'amante. Molto energico e dinamico, gareggia in mountain bike ed è un grande appassionato di calcio nonché tifoso del St. Pauli. Un po' goffo e spesso insensibile e superficiale, risulta talvolta eccessivamente spavaldo e soprattutto estremamente cocciuto, tanto che ci mette un po' ad accettare la nuova relazione della madre con il poliziotto Sven. Nonostante ostenti esteriormente la sicurezza di un rubacuori è in realtà un ragazzo fragile, timido e incapace di far capire agli altri ciò che prova veramente. Inizialmente ha una cotta per Sophie e per questo rifiuta Lina, ma poi si innamora proprio di quest'ultima. Così come il resto della truppa, anch'egli parte per un anno di scuola in barca a vela.
- Emma Krogmann (stagioni 7-9), interpretata da Aurelia Stern e doppiata da Margherita De Risi.
È l'esatto contrario di sua sorella Sophie, di cui è più confusionaria e giocherellona, ed è la più piccola del quarto gruppo dei Grani di pepe. Tipo entusiasta, seppur a tratti un po' goffo, è prevalentemente lei a prendersi cura della cagnolina Feline dopo la dipartita della terza generazione. Molto logica ed estremamente brillante a scuola, è golosa, ama la natura ed ha la particolarità di possedere un'eccezionale memoria fotografica, che aiuta in moltissime occasioni la squadra nelle sue indagini. Ha inoltre una grande passione per la musica e suona il violoncello nell'orchestra della scuola. Nella nona stagione, dopo la partenza dei suoi amici e di sua madre, resta a vivere ad Amburgo con il padre e costituisce una nuova squadra, di cui diventa il punto di riferimento. Alla fine, però, si trasferisce con tutta la sua famiglia in India.
- Henri Patterson (stagione 9), interpretato da Sammy O'Leary e doppiato da Daniele De Ambrosis.
Il più piccolo della quinta generazione, è il nipote del pastore della chiesa galleggiante Jan, con il quale vive perché i suoi genitori, medici, lavorano momentaneamente nella Repubblica Democratica del Congo. Bambino dolcissimo, curiosissimo e golosissimo, soffre però talmente tanto di mal di mare da costringere lo zio a trasferirsi dall'amico Hannes presso l'emporio del tè dei Krogmann. La sua disarmante onestà e la sua prontezza di parola fanno spesso uscire di testa il resto della squadra, ma ciononostante riesce a trovare rapidamente il suo posto in gruppo e, quando chiamato all'opera, affronta i delinquenti con un coraggio fuori dal comune per la sua età. Dopo la nona stagione raggiunge i suoi genitori in Africa.
- Maximilian "Max" Paulsen (stagioni 9-10), interpretato da Bruno Alexander e doppiato da Lorenzo Crisci.
Ha perso i genitori all'età di sette anni a causa di un incidente stradale, motivo per cui di lui si occupa la nonna Leni, un'appassionata motociclista, con la quale vive e che aiuta a gestire il suo chiosco di hot dog. Noto per avere un carattere un po' spaccone e sopra le righe che lo mette spesso nei guai, è un bastian contrario ostinato, irascibile, con problemi di gestione della rabbia e dai metodi non convenzionali, ma ha davvero un cuore d'oro e si prende cura con affetto della cagnolina Feline. Tipetto grintoso, estremamente coraggioso e molto sportivo, ama la BMX, il calcio e il cinema. Si innamora a prima vista di Nina, che riesce a conquistare alla fine della nona stagione dopo un lungo corteggiamento. Al termine della decima stagione si trasferisce con sua nonna in Italia per seguire la famiglia della fidanzata.
- Carina "Nina" Pellicano (stagioni 9-10), interpretata da Carolin Garnier e doppiata da Veronica Benassi.
Nata in Germania, è in realtà una ragazza italiana originaria di Salerno ed è la figlia del bidello e custode della scuola Antonio e di sua moglie Maria, cuoca dell'istituto. Ha anche un fratello di nome Matteo, affetto da sindrome di Down, a cui è molto affezionata e di cui si prende spesso cura, ma a causa del quale era vittima di bullismo nella sua vecchia scuola. Le difficoltà avute in passato l'hanno resa molto riservata, scettica, remissiva e restia a fidarsi, ma, nonostante le titubanze iniziali, diventa presto un membro irrinunciabile dei Grani di pepe. Molto logica, empatica e sempre con una buona parola per tutti, ama vestirsi bene e dimostra inoltre di avere un grande talento per la recitazione e per la musica, più precisamente per lo strumento del violino. Si innamora di Max, con il quale si fidanza prima di ritornare a vivere in Italia con tutta la sua famiglia.
- Jessica "Jessi" Amsinck (stagioni 10-11), interpretata da Martha Fries.
Cresciuta sola con il padre Alexander, ingegnere, si è appena trasferita nella Speicherstadt e all'inizio trova difficoltà ad ambientarsi nella sua nuova famiglia costituita dalla nuova fidanzata del padre e dal fratellastro Luis. È un tipo estremamente attivo: sportiva, rumorosa, sfacciata, spontanea, vivace, estrosa, molto coraggiosa e testarda, è decisamente una ragazza che preferisce i pantaloni alle gonne, pratica l'arrampicata ed è sempre piena di idee. Dopo aver sofferto per la partenza di Max e Nina impara ad essere aperta a nuove amicizie e forma una nuova squadra, di cui diventa il punto di riferimento. Nell'undicesima stagione ha prima una cotta non ricambiata per Niklas; successivamente però si innamora di Anton, con cui si fidanza al termine dell'undicesima stagione.
- Luis De Lima Santos (stagioni 10-11), interpretato da Emilio Sanmarino.
Pur essendo nato in Germania, è brasiliano ed è il più piccolo della sesta e della settima generazione dei Grani di pepe. Siccome i suoi genitori si sono separati quando aveva cinque anni, è cresciuto solo con la madre Isabell, una sarta cha ha ripreso gli studi universitari, e ora vive in una famiglia allargata con Jessi e suo padre. Molto sveglio, gioioso e pieno di energia, nel tempo libero adora giocare a calcio, praticare il karate e dedicarsi al geocaching nonostante in realtà non abbia un grande senso dell'orientamento. Possiede inoltre una memoria fenomenale e conosce tutte le ossa del corpo umano. Il suo spirito di osservazione e la sua curiosità sono di grande aiuto nelle indagini della squadra, ma nonostante mostri una grande furbizia per la sua età, ha ancora la tenerezza tipica di un bambino.
- Anton Cengiz (stagione 11), interpretato da Danilo Kamber.
Turco da parte di padre, ama vivere nella rimessa di barche di famiglia con la sorella gemella Ceyda e i genitori Erol, che si occupa prevalentemente di riparazioni, e Sonja, che invece guida anche battelli turistici. È un ragazzo riflessivo, assennato, un po' timido e che prende tutto con molta ironia. Sagace e minuzioso, nonché appassionato di computer, informatica e videogiochi, Anton diventa fondamentale per i Grani di pepe perché in grado di congiungere gli indizi come fossero pezzi di un puzzle, di analizzare i profili dei criminali e di ragionare con la loro logica; ogni volta che gli amici non sanno che fare, infatti, è a lui che si rivolgono per avere qualche idea. Col passare del tempo si innamora di Jessi, che riesce a conquistare nel finale dell'undicesima stagione.
- Ceyda Cengiz (stagione 11), interpretata da Merle de Villiers.
È la sorella gemella di Anton, ma al contrario di lui è molto ambiziosa, ama essere al centro dell'attenzione e desidera diventare famosa: da amante dei film le piacerebbe infatti diventare una star di Hollywood, oppure in alternativa cancelliera, ma in ogni caso preferirebbe decisamente vivere in una villa piuttosto che nella rimessa di barche di famiglia. Tipa solare, estroversa e dal sorriso contagioso, piace molto ai ragazzi e, sebbene a volte all'apparenza possa sembrare un po' arrogante e capricciosa, in realtà è semplicemente una ragazza molto determinata e sicura di sé. Durante le indagini della squadra, tra l'altro, la sua passione per gli abiti alla moda si rivela ideale per i ruoli in incognito. Si scambia un bacio con Niklas, ma tra i due non nasce nulla.
- Niklas Klinger (stagione 11), interpretato da Jaden Dreier.
Dopo aver vissuto per diversi anni in una casa-famiglia, abita con la mamma single Janin in un camping sull'Elba. Il fatto che nel corso della serie la madre trovi lavoro presso il chiosco di nonna Leni, di ritorno dall'Italia, e possa così proseguire gli studi per diventare infermiera lo rende decisamente più sereno e gli toglie la paura di tornare in orfanotrofio. Da tipico ragazzo di St. Pauli è un ragazzo semplice ma scatenato, che ama vivere liberamente e decidere da solo cos'è meglio per lui. Simpatico ed espansivo, ma anche sensibile e dallo spiccato senso di giustizia, è un grande appassionato di film d'azione, di musica rap e di sport, tra cui ama in particolar modo la pallacanestro. Inizialmente ha una cotta per Ceyda, alla quale dà anche un bacio, ma senza poi instaurare alcuna relazione.
- Ramin Dschami (stagioni 12-13), interpretato da Jan Piet e doppiato da Federico Coccia.
Di origini iraniane, vive nel cuore della Speicherstadt con sua sorella Jale e i suoi genitori Navid e Leyla, una coppia di commercianti di tappeti persiani, mentre la madre è anche storica dell'arte e antiquaria. Nonostante talvolta si blocchi di fronte al pericolo, le sue qualità lo portano ad essere un po' il capitano della squadra: gentile ma deciso, è un tipo molto intelligente, dotato di grande logica e maestro nel dedurre e nel risolvere gli enigmi, oltre che nello scassinare serrature. Si interessa molto di politica internazionale, legge regolarmente i quotidiani, adora indossare abiti eleganti e nel tempo libero gioca nella squadra della scuola di hockey su pista. Nella dodicesima stagione il suo naturale charme fa breccia nel cuore di Stella, ma lui è a sua volta innamorato di Pinja, con la quale si fidanza nel finale della stagione successiva.
- Stella Friese (stagioni 12-13), interpretata da Zoë Maria Moon e doppiata da Chiara Vidale.
Si è appena trasferita con sua sorella Pinja e sua madre Katrin in una rimessa di barche e ha inizialmente un pessimo rapporto con suo padre Jonne, finlandese, con cui non vuole avere più niente a che fare dacché ha trovato un'altra donna e lasciato la famiglia: quando poi il papà torna a vivere con loro, infatti, fa non poca fatica a concedergli una seconda possibilità, ma alla fine lo perdona e i genitori danno alla luce un altro bambino, Mika. Dal carattere spigliato, orgoglioso, precisino e sicuro di sé, è bravissima nelle materie scientifiche, va forte nello speedcubing, è perfetta per le azioni sotto copertura della squadra in quanto grande appassionata di moda e ha paura del buio e dei piccioni. Dopo una storiella con Ramin, che però non ne ricambia i sentimenti, e una breve frequentazione con un ragazzo di nome Tibor, si invaghisce del compagno di classe Jakob.
- Pinja Friese (stagioni 12-13), interpretata da Sina Michel e doppiata da Carolina Gusev.
È di un anno più piccola di sua sorella Stella, dalla quale è molto diversa caratterialmente: più timida, insicura e riservata, è tuttavia estremamente grintosa e determinata, sebbene a volte un po' irascibile e soprattutto eccessivamente polemica. Dotata di un udito fuori dalla norma, va inoltre matta per i cavalli, ama la natura ed è socialmente attiva in tutto quello che riguarda la difesa dell'ambiente e degli animali. A differenza della sorella le manca molto vivere con suo padre, con cui continua a sentirsi e vedersi di nascosto, e fa di tutto per cercare di farlo tornare insieme alla mamma; quando ciò avviene, dal loro amore ritrovato nasce il suo nuovo fratellino Mika. Già dalla dodicesima stagione ha una cotta segreta per Ramin, con il quale poi si fidanza verso la fine di quella successiva.
- Till Petersen (stagioni 12-13), interpretato da Otto Von Gravenmoor e doppiato da Valeriano Corini.
Vive in un piccolo bilocale da solo con suo fratello maggiore Luke, uno studente universitario di ingegneria aerospaziale con cui ha uno splendido rapporto, perché ha perso la madre in un incidente stradale, mentre invece il papà è capitano di una nave mercantile e quindi quasi sempre lontano da Amburgo. Dal carattere entusiasta, amichevole, sportivo, sensibile e sempre allegro e sorridente, è un tipo indipendente, che conduce una vita molto libera e che non si arrende mai. Possiede anche una cagnolina, di nome Socke, che spesso interviene nelle indagini dei Grani di pepe per aiutare la squadra a seguire le tracce dei malviventi. Alla fine della tredicesima stagione si trasferisce a Los Angeles per via di un'offerta di lavoro ricevuta dal fratello; da grande segue però le orme del padre e diventa marinaio.
- Jale Dschami (stagioni 12-13), interpretata da Ava Sophie Richter e doppiata da Sara Ciocca.
Sorellina minore di Ramin nonché il membro più piccolo dell'ottava generazione, è una vera e propria peperina: decisamente meno diligente, ordinata e pacata del fratello, insieme al suo amico Timo è solita combinarne di tutti i colori, ma anche da sola finisce spesso e volentieri per cacciarsi nei guai facendo infuriare i suoi genitori. Amante degli animali, è una bambina impertinente, golosa, coraggiosa, sempre in movimento, incredibilmente curiosa e molto sicura di sé nel sostenere tutte le cause che le stanno a cuore, oltre che dotata di un certo talento per la recitazione. Nonostante la sua giovanissima età non le sfugge nulla e le sue idee a volte piuttosto stravaganti permettono in molte occasioni ai Grani di pepe di fare degli importanti passi in avanti nelle loro indagini.
- Mia Goldman (stagione 14, film 1), interpretata da Marleen Quentin e doppiata da Cecilia Salustri (stagione 14) e Chiara Fabiano (film 1).
Vive nel bel mezzo della Speicherstadt con la sorellina Alice, la madre Maja, proprietaria di un caffè, e il padre Sam, artista statunitense. Gioca a calcio ed è un tipo sportivo, caparbio, impetuoso e un po' sbruffone, ma sotto la sua dura scorza si nasconde una ragazza socievole, empatica, altruista, dall'animo sensibile e con uno spiccato senso di giustizia, nonché con una non indifferente paura dei ragni. Si sente segretamente il capo della nona generazione dei Grani di pepe, ma con i suoi amici si comporta sempre da vera giocatrice di squadra. Ha un'amicizia di lunga data con Benny, che considera un fratello, ma del quale si innamora nel corso della quattordicesima stagione. A causa del lavoro del padre alla fine si trasferisce, inizialmente per un solo anno, con tutta la famiglia a New York.
- Bennet "Benny" Jansen (stagione 14, film 1), interpretato da Ruben Storck e doppiato da Valeriano Corini (stagione 14) e Giulio Bartolomei (film 1).
È senza dubbio il più dotato in matematica della scuola ed è un assoluto genio dei computer. Tipo introverso, riservato, un po' irascibile, che ama andare in skateboard e che soffre di vertigini, abita in un noleggio di canoe con la mamma Andrea, mentre invece suo padre Enno, che conosce solo nel corso della serie e con cui condivide la passione per la pallacanestro, è in carcere. La storia d'amore che intercorre tra la madre e il suo professore di inglese Martin, che si trasferisce da loro assieme a sua figlia Lisha, lo mette molto in imbarazzo e all'inizio per lui è tutt'altro che facile riuscire ad accettarla. Da anni segretamente innamorato della sua amica d'infanzia Mia, con l'aiuto della sorellastra riesce nel finale di stagione ad uscire dalla friendzone e a conquistarne il cuore. Con la scusa di dover migliorare il suo inglese, va a vivere per un anno con la famiglia Goldman negli Stati Uniti.
- Johannes Von Wied-Lietzow (stagione 14, film 1), interpretato da Luke Matt Röntgen e doppiato da Emanuele Suarez (stagione 14) e Luca Tesei (film 1).
Figlio di genitori ricchissimi ma costantemente in viaggio per affari, vive solo in un'enorme villa con il suo chauffeur e guardia del corpo personale Hamit, che è per lui un amico sincero con cui, tra l'altro, fa jogging e pratica lo yoga. Amante dei cani e dei libri gialli, oltre che un po' claustrofobico, è stato ingiustamente espulso dalla sua precedente scuola e non gli viene facile togliersi di dosso l'etichetta di traditore prima e il cliché di ricco snob poi, ma, grazie al suo fine intelletto e grande senso di giustizia, si fa presto largo come membro della squadra di cui ci si può fidare ed è impossibile fare a meno. Onesto, leale, sincero, generoso e dal sorriso affascinante, nel film mostra interesse per Mia, mentre nel corso della serie si fidanza con Lisha. All'inizio della quindicesima stagione, per volere dei genitori, è costretto a trasferirsi a Città del Capo.
- Alice Goldman (stagione 14, film 1-2), interpretata da Emilia Flint e doppiata da Sofia Suarez (stagione 14) e Lucrezia Roma (film 1-2).
È la sorella più piccola di Mia e per questo bollata come rompiscatole, nonostante abbia spesso le idee migliori della squadra. È estremamente attiva e sempre in movimento, mentre invece le viene difficile concentrarsi a scuola, motivo per il quale a volte desta preoccupazioni in famiglia. Molto leale, empatica, sorridente e generosa, è un'ottima attrice e, amando tantissimo gli animali, esprime continuamente il desiderio di averne uno da compagnia fino a quando i suoi genitori non gliene regalano uno: in primo luogo si occupa del porcellino d'india Freddy, alla morte del quale adotta il cane Murphy, che da lì in avanti accompagna la nona generazione dei Grani di Pepe. All'inizio della quindicesima stagione si trasferisce anche lei a New York, tornando però di tanto in tanto in Europa per passare del tempo col suo amico Tarun.
- Lisha Schulze (stagione 14), interpretata da Emma Roth e doppiata da Chiara Fabiano.
Di origini nigeriane, più precisamente di Funtua, da parte di madre, è la figlia del professor Martin e si trasferisce da lui e quindi a casa di Benny perché non va d'accordo con il nuovo compagno della mamma. Viene a sapere delle indagini dei Grani di pepe a stagione in corso e rimane talmente affascinata dalle attività del gruppo da volerne subito entrare a far parte. Dalla personalità spigliata, empatica, coraggiosa, ottimista, estroversa e fantasiosa, sebbene talvolta un po' sfacciata e impicciona, diventa presto un membro fondamentale della squadra e si rivela una sorellastra leale per Benny e un'amica sincera per Mia, aiutando anche i due a iniziare la loro storia d'amore. Innamorata di Johannes, si fidanza con lui e, al momento della sua partenza, va per un anno a vivere in Sudafrica con lui.
- Levin Grevemeyer (stagioni 15-16), interpretato da Moritz Pauli e doppiato da Diego Follega.
Si è appena trasferito nella Speicherstadt con la sorellina Nele e le mamme Imke, nuova gestrice del Cafè Goldman, e Krissi, violoncellista in un'orchestra. Va matto per la tecnica e non esita ad aggiustare oggetti appena gliene si presenta l'occasione, anche se sfortunatamente le sue riparazioni non sempre hanno successo e anche per questo a volte si sente messo in ombra dall'intelligenza di sua sorella. Ragazzo pacato, sportivo e po' insicuro, è un buon ascoltatore non ama molto la scuola e preferisce di gran lunga andare in giro con gli altri membri della squadra e nel tempo libero va a giocare a tennis con tutta la famiglia. Si innamora di Kira, che riesce a conquistare nel finale della quindicesima stagione, mentre poi all'inizio della diciassettesima si trasferisce ad Amsterdam per il nuovo lavoro di Krissi.
- Nele Grevemeyer (stagioni 15-16), interpretata da Ronja Levis e doppiata da Sofia Fronzi.
È la sorella minore di Levin, dispone di una memoria formidabile ed è il primo membro della decima generazione a venire a conoscenza delle attività dei Grani di pepe. Amante del tennis, delle caramelle, della musica classica e degli esperimenti di ogni genere, è disposta a tutto pur di coronare il suo sogno di diventare un'astronauta ed è un tipo caparbio che non si tira indietro di fronte a nulla, ad eccezione dei ragni. Aperta, curiosa, solare, gentile e diligente, sebbene un po' credulona, a volte risulta essere una vera saputella e, siccome è estremamente brillante a scuola, salta un anno e finisce per andare proprio nella classe di suo fratello. Nel finale della sedicesima stagione mette da parte il suo desiderio di restare single per concentrarsi sullo studio e si fidanza con Tayo, prima di trasferirsi col resto della famiglia in Olanda.
- Kira Dierksen (stagioni 15-16), interpretata da Marlene von Appen e doppiata da Chiara Fabiano.
Vive con il padre Sven, proprietario di un chiosco di fischbrötchen nella zona del porto, ed è un tipetto molto schietto che sa bene cosa vuole e cosa no. Indipendente e sicura di sé, non ama la scuola, è campionessa cittadina di kickboxing e, sebbene sia stata parte di una gang criminale, si dedica completamente alla causa dei Grani di pepe. Nel corso delle ricerche dimostra di essere molto coraggiosa, ma a volte è un po' troppo istintiva e non sempre agisce con metodi convenzionali. A tratti dura e impertinente, rivela però un lato dolce soprattutto nei confronti di Levin, di cui presto si innamora, e prendendo lezioni di violoncello da Krissi. A causa della partenza di tutti i suoi amici, all'inizio della diciassettesima stagione decide di trasferirsi per un anno dalla zia Mareike e dalla cugina Alicia a Londra.
- Tayo Okoawo (stagioni 15-16), interpretato da Samuel Adams e doppiato da Luca De Ambrosis.
Si è trasferito a vivere con suo fratello minore Olufemi presso la rimessa di canoe di Andrea e Martin come figlio adottivo della coppia. Dal carattere aperto e creativo, è nigeriano, ma, dopo essere stato costretto a scappare dal suo Paese tre anni prima, vive da qualche tempo in Germania e adesso ama la sua nuova casa, gioca a calcio e simpatizza per l'Amburgo. Gli viene difficile riuscire a fidarsi completamente degli altri, ma, quando si tratta di empatia e di impegno per i più deboli, è assolutamente imbattibile. Avendo perso i suoi genitori, si è sempre dovuto prendere cura in prima persona del fratellino, per il quale farebbe qualsiasi cosa. Dopo una breve storiella con un'altra ragazza, nel finale della sedicesima stagione si fidanza con Nele, prima di trasferirsi con tutta la nuova famiglia sull'isola di Amrum, nel Mare del Nord.
- Olufemi "Femi" Okoawo (stagioni 15-16), interpretato da Spencer König e doppiato da Alexander Gusev.
Proveniente anche lui dalla Nigeria, è il fratellino di Tayo ed è stato così gravemente traumatizzato dalla fuga dal suo Paese che da allora non parla più ed è terrorizzato dall'acqua. Solo quando grazie a suo fratello maggiore, ai suoi genitori adottivi e ai Grani di pepe acquista fiducia in sé stesso e nella sua nuova casa, ritrova la serenità e finalmente torna a parlare. Dolce, coraggioso e sensibile, è un tipo ironico e sempre pronto allo scherzo che nutre uno sconfinato amore per gli animali e che realizza il suo sogno di avere un cane tutto suo quando ottiene il permesso di adottare il randagio Pepper, il quale spesso accompagna la squadra nelle indagini. Nel corso della serie sviluppa un grande rapporto con il nonno adottivo Reiko, seguendo il quale si trasferisce anche lui sull'isola di Amrum.
- Tarun Singh (stagione 17, film 2), interpretato da Caspar Fischer-Ortmann e doppiato Luca Tesei (stagione 17) e da Teo Caprio (film 2).
Nato a Mumbai, ha vissuto nella metropoli indiana fino all'età di sei anni, quando ha seguito in Germania la madre Jaswinder, biologa marina, che aveva ottenuto un lavoro come ricercatrice universitaria. Ragazzo molto gentile, solare, ironico, generoso e dall'intelligenza sopraffina, ha un piano pronto per qualsiasi cosa e, soprattutto, si distingue per il suo spirito inventivo e pioneristico in quanto tramite le sue invenzioni equipaggia il quartier generale con le tecnologie più avanzate, tra le quali spicca il robottino PK006, in grado di comunicare, analizzare e riconoscere le persone. Oltre ad avere una grande passione per la tecnica, nutre però anche una particolare fobia per gli animali viscidi. A causa del nuovo lavoro della madre, a cui è molto legato, al termine della diciassettesima stagione si trasferisce con lei a San Diego, in California.
- Jonny Grothe (stagione 17, film 2), interpretato da Leander Pütz e doppiato da Valeriano Corini (stagione 17) e da Andrea Rinaldi (film 2).
Abita in una casa galleggiante con la sorellina Clarissa e i genitori Merle, insegnante presso la sua stessa scuola, e Peter, casalingo che fa saltuariamente lavori di falegnameria su richiesta. Di carattere è indeciso, impacciato e spesso troppo irascibile e istintivo, ma possiede un buon fiuto per i misteri e adora correre in sella alla sua BMX, sulla quale si allena cinque volte a settimana. Se con il resto della squadra è allegro e vivace, a scuola invece dimostra di fare parecchia fatica a causa della dislessia, per la quale si sente spesso in grande imbarazzo. Sin dal primo momento cerca di fare colpo su Lou, ma, dopo una breve storia con lei, si fidanza con Pippa. Successivamente, a causa del suo trasferimento definitivo in Australia, avvenuto in seguito a un giro del mondo in barca a vela intrapreso con la famiglia, decide però di chiudere anche con lei.
- Clarissa "Clari" Grothe (stagione 17, film 2), interpretata da Charlotte Martz e doppiata da Margherita Rabeggiani (stagione 17) e da Eva Morville (film 2).
La più piccola dell'undicesima generazione dei Grani di Pepe, è la sorella minore di Jonny ed è un autentico concentrato di energia nonché una gran chiacchierona. Tipetto frizzante e scherzoso, ma allo stesso tempo delicato e intraprendente, possiede dei modi di fare dal notevole potenziale comico e da grande sogna di diventare commissario di polizia. È dotata inoltre di una grande memoria ed è anche estremamente sveglia, tanto che spesso riesce ad analizzare i casi più velocemente dei suoi compagni. A volte, però, durante le indagini della squadra dimostra eccessiva impulsività e testardaggine e si caccia nei guai rischiando incoscienti iniziative solitarie. All'inizio della diciottesima stagione, assieme al fratello e al resto della famiglia parte per effettuare un giro del mondo in barca a vela, al cui termine si stabilisce anche lei in Australia.
- Louise "Lou" Flynt (stagioni 17-18), interpretata da Luna Winter e doppiata da Ilaria Pellicone.
Londinese, ma con la mamma, l'infermiera Eva, originaria di Amburgo, inizialmente non vede di buon occhio il trasferimento suo e della sorella gemella Pippa in Germania, così come la storia della madre con Sven, il padre di Kira. Ben presto però si ambienta ed esce fuori il suo carattere vivace, entusiasta ed estroverso, ma anche deciso, intrepido, sicuro di sé, senza peli sulla lingua e che non sopporta le ingiustizie. Sotto la sua scorza dura si nasconde una ragazza sensibile e comprensiva, che farebbe di tutto per la felicità dei suoi familiari e per aiutare i più deboli, e che inoltre sa tutto sul primo soccorso, è attenta a vestire sempre alla moda e ha talento per la recitazione. Ha dapprima una breve storia con Jonny; più avanti si fidanza invece con Rafa, per poi tornare a vivere con la sua nuova famiglia in Inghilterra in un castello ereditato dalla defunta prozia Lorna.
- Philippa "Pippa" Flynt (stagioni 17-18), interpretata da Elyza Silber e doppiata da Cecilia Salustri.
Gemella di Lou, vive con lei e la madre nel bel mezzo della Speicherstadt, ma è abbastanza diversa dalla sorella. Più semplice e discreta, ma dal carattere forte, combattivo e ottimista, dall'età di sei anni è costretta su una sedia a rotelle a causa di un incidente stradale per via del quale è stata ricoverata in ospedale per sei mesi. Capace di sfruttare spesso a proprio vantaggio la sua condizione di disabilità, è un po' egocentrica e soffre quando non si trova al centro dell'attenzione, ma, dotata di grandi capacità oratorie e di una certa predisposizione per la leadership, è una vera trascinatrice, si impegna attivamente per la difesa dell'ambiente ed è rappresentante degli studenti. Giocatrice di pallacanestro nel tempo libero, si invaghisce presto di Jonny, con cui sta insieme per un po' prima di tornare single e fidanzarsi con Jet. Alla fine si trasferisce anche lei nei pressi di Londra.
- Rafael "Rafa" Celik (stagione 18), interpretato da Kleon Sylvester e doppiato da Diego Follega.
Vive a due passi dalla Speicherstadt assieme al fratellino Milan e ai genitori Nazim, poliziotto, e Freya, che invece dirige un'azienda che si occupa del commercio di cacao e a cui appartiene il magazzino in cui lui ed il suo migliore amico Jet passano gran parte del loro tempo a rilassarsi e a giocare ai videogiochi. Nonostante inizialmente non voglia condividere questo spazio con nessun altro, in seguito al suo ingresso nel gruppo acconsente che diventi il nuovo quartier generale dei Grani di pepe, che con lui acquistano un membro affidabile, sportivo, sensibile e coraggioso, sebbene un po' timido, insicuro, testardo e a tratti troppo rigido nei confronti del fratello. Praticante dello stand-up paddle, nel corso della serie si innamora, ricambiato, di Lou, mentre in seguito, quando la madre prende in gestione la cioccolateria di famiglia, si trasferisce a Monaco di Baviera.
- Jet Ly (stagione 18), interpretato da Sheldon Nguyen e doppiato da Adriano Venditti.
Di origini vietnamite, è orfano di padre e vive da solo con sua madre Cam, che gestisce una piccola sartoria. Le sue qualità lo rendono un po' la mente della squadra: ragazzo ambizioso, analitico e dotato di una spiccata intelligenza, mantiene solitamente un comportamento molto neutrale che lo porta a raccogliere ed esaminare attentamente i fatti prima di prendere una decisione definitiva. Bravissimo con i computer e persino sviluppatore di app, è inoltre un autentico mago della tecnologia, ma anche un amante di videogiochi e film d'azione nonché un appassionato ciclista. Col passare del tempo si prende una cotta per Pippa, e nonostante la sua timidezza si riesce a fidanzare con lei e, al momento del suo trasferimento a Londra, la segue per un anno nel Regno Unito col pretesto di approfondire la conoscenza dell'inglese.
- Milan Celik (stagione 18), interpretato da Cihan Can e doppiato da Francesco Raffaeli.
Fratello minore di Rafa, è il più piccolo della dodicesima generazione oltre che un gran birichino che fa spesso dannare i suoi genitori, ma capace di raccontare bugie in modo tale da riuscire comunque a cavarsela. Pressoché disinteressato allo studio, arriva sempre in ritardo a scuola, si distrae facilmente e adora fare di testa sua, eppure risulta fondamentale per le indagini del gruppo in quanto si dimostra preciso nelle sue ricerche e puntuale nelle sue osservazioni. Dolce, goloso, coraggioso, ambizioso e sempre pronto ad aiutare gli altri, adora particolarmente fare fotografie e soprattutto gli animali, tanto che quando incontra Pepper, il cane di Femi nel frattempo scappato per tornare ad Amburgo, lo prende con sé e convince la mamma e il papà ad adottarlo. All'inizio della diciannovesima stagione si trasferisce anche lui con tutta la sua famiglia in Baviera.
- Moritz Bruns (stagioni 19-20), interpretato da Jan Friedrichsen.
Cugino di Rafa e Milan e originario di Monaco di Baviera, dove vive sua madre Kristin, si trasferisce ad Amburgo con la matrigna Mira, poliziotta, e la sorellastra Amy quando il padre Lars, fratello di Freya ed ex cioccolataio, si scambia di ruolo con lei passando a gestire l'azienda di famiglia di commercio di cacao e con essa il magazzino che fa da quartier generale dei Grani di pepe. Tipo sportivo e amante di trail running, BMX e sci alpino, è coraggioso, un po' testardo, sempre pronto ad aiutare, con un grande senso di giustizia, molto spirito di iniziativa e, soprattutto, un carattere forte che lo porta ad atteggiarsi un po' a capo della squadra. Inizialmente è un po' chiuso e scorbutico, soprattutto nei confronti di Leo, di cui però presto si innamora e con cui ha una lunga storia, terminata poco prima del suo ritorno in Baviera a seguito della cessione della società da parte dei genitori.
- Jasina Al-Khalil (stagioni 19-20), interpretata da Sophia Grande.
Per via della guerra è stata costretta da piccola a fuggire dalla Siria per rifugiarsi in Germania assieme al fratello Hakim e alla mamma Djamila, che ha rilevato il chiosco di fischbrötchen di Sven e lo ha tramutato in uno di specialità siriane, mentre quantomeno all'inizio si sente un po' distante dal papà Asad, rimasto forzatamente nel suo Paese per altri otto anni prima di riuscire finalmente a raggiungere il resto della famiglia al termine della diciannovesima stagione. Ragazza schietta, paziente, brillante, un po' ambiziosa e con una grande forza di volontà, è la più empatica del gruppo, scrive per il giornalino della scuola, è bravissima in matematica, ama andare alla caccia di tesori col suo metal detector ed è un genio dei computer nonché un'ottima hacker. All'inizio della ventunesima stagione segue i suoi genitori e va a vivere con loro a Berlino.
- Hakim Al-Khalil (stagioni 19-20), interpretato da Mads Albatros.
Anche lui siriano, è il fratello minore di Jasina ed è un autentico cervellone che ama gli esperimenti di chimica in laboratorio e che risulta spesso fondamentale nelle indagini della squadra per l'attenzione con cui esamina le scene del crimine. Ragazzo dall'indole tranquilla e riservata che nel tempo libero pratica il canottaggio e fa allenamenti di resistenza, conserva ancora dentro sé i traumi della guerra, ragion per cui ha paura dei temporali, che gli fanno riaffiorare brutti ricordi. Dal cuore d'oro ma a tratti un po' timido, sa risultare anche affascinante per via dei suoi modi di fare maturi e le sue scelte ben ponderate; non a caso fa colpo dapprima su una ragazza a cui presta aiuto, Miriam, con cui ha una storiella, mentre più avanti ha una breve relazione con la compagna di scuola Alina. Così come la sorella, anche lui si trasferisce con la famiglia a Berlino.
- Leonie "Leo" Neumann (stagioni 19-20), interpretata da Charlotte Farhadi.
Tipetto tutto pepe ed estremamente indipendente, abita inizialmente nel quartier generale dei Grani di pepe in quanto la madre Kim, parrucchiera, è finita in una clinica per problemi di alcolismo, mentre il padre Mark vive ad Hannover. Premurosa, golosa, furba e dal carattere istintivo, solitario e taciturno, fa spesso la misteriosa allo scopo di proteggersi da ciò che la circonda ed è talmente sicura di sé da risultare impertinente e persino arrogante e con tendenze manipolatrici anche nei confronti di altri membri del gruppo. Fa inizialmente fatica a fidarsi degli altri e si scontra più volte con Moritz per aver ripetutamente mentito al resto della squadra, ma poi va sempre più d'accordo con lui fino a innamorarsene ed esserne molto gelosa. Decide infine di lasciarlo quando, non molto tempo dopo essere tornata a vivere con la mamma, va a vivere con lei a Tenerife.
- Amy Bruns (stagioni 19-20), interpretata da Melody Rose.
La più piccola della tredicesima generazione, è la sorellina acquisita di Moritz ed è una bambina disinvolta e a tratti un po' furbetta che sa bene come convincere gli altri a fare ciò che più le piace. Praticante del ju-jitsu, è da subito la più entusiasta di formare una nuova squadra, possiede un eccezionale spirito d'osservazione e ha la qualità, spesso decisiva per le indagini, di saper leggere le labbra. Pur adorando la musica e la danza, ha la particolarità di avere difficoltà uditive, e anche per questo quando qualcosa non le sta bene le piace togliersi l'apparecchio acustico e immergersi nel suo mondo di silenzio. Oltre che uno sconfinato amore per il suo Rocko e i criceti in generale, è lei a prendersi cura di Pepper, che, dopo essere voluto restare ad Amburgo al momento del trasloco di Milan, la segue nel suo trasferimento a Monaco di Baviera.

## Personaggi secondari
- Matteo Pellicano (stagioni 9-10), interpretato da Robin Huth.
È il fratello di Nina, è italiano come lei e ha la particolarità di essere affetto dalla sindrome di Dawn. Ragazzino dolce, sensibile, ma un po' combinaguai, non diventa mai ufficialmente un membro dei Grani di pepe, ma in diverse occasioni si dimostra un valido quinto elemento per la squadra.
- Luca Gruber (film 1), interpretato da Leo Gapp e doppiato da Alessandro Carloni.
Italiano dell'Alto Adige, è un gran lavoratore che ama la sua terra e che non lascerebbe mai la fattoria di famiglia. Da tempo amico di Mia, che si reca spesso in vacanza da lui, non è uno dei Grani di pepe, ma è un ragazzo coraggioso, che ama esplorare e con un grande spirito di sacrificio.
- Hanna Borklund (film 2), interpretata da Linda Madita Steuber e doppiata da Veronica Benassi.
Figlia di un pescatore di un piccolo villaggio del Meclemburgo, farebbe di tutto per proteggere suo padre. Non fa parte dei Grani di pepe, ma si dimostra una ragazza dal carattere forte, estremamente determinata e con coraggio da vendere, che nel tempo diventa amica soprattutto di Tarun.